# Помірні ліси Північного Трикутника
Помірні ліси Північного Трикутника (ідентифікатор WWF: IM0401) — індомалайський екорегіон помірних широколистяних та мішаних лісів, розташований на півночі М'янми.

## Географія
Екорегіон помірних лісів Північного Трикутника охоплює південні схили гір Намкіу, найсхіднішої частини Східних Гімалаїв, розташованої на півночі штату Качин, а також східні схили гір Паткай, розташовані на крайній півночі області Сікайн, в регіоні Золотого Трикутника. Гори регіону розташовані переважно на висоті від 1830 до 2700 м над рівнем моря, а його найвищі вершини підіймаються на висоту понад 3000 м над рівнем моря. Тут беруть свій початок річки Малі та Н'Май, які при злитті утворюють річку Іраваді, а також річка Чиндвін, найбільша притока Іраваді.
На півночі, у високогір'ях Гімалаїв, екорегіон переходить у східногімалайські широколистяні ліси та східногімалайські альпійські чагарники та луки, на сході — у альпійські хвойні та мішані ліси ущелин Нуцзяну та Ланьцанцзяну, а на півдні — у субтропічні ліси Північного Трикутника.

## Флора
Основними рослинними угрупованнями екорегіону є широколистяні та мішані ліси, подібні до тих, що зустрічаються у Східних Гімалаях. Різноманітна флора цих лісів включає рослини, характерні для тропічних лісів Ассаму, Індійського субконтиненту та Індокитаю, а також для помірних лісів Східних Гімалаїв та Китаю. Крім того, вона включає деякі реліктові види гондванського походження. Загалом флора екорегіону є недостатньо дослідженою. Востаннє ґрунтовні ботанічні дослідження тут проводилися Френком Кінгдоном-Вордом у 20-30 роках XX століття.
На висоті від 1830 до 2700 м над рівнем моря в екорегіоні поширені помірні широколистяні ліси, які на більш низьких висотах переходять у субтропічні ліси. Основу широколистяних лісів екорегіону складають непальські вільхи (Alnus nepalensis), довгоколосі берези (Betula cylindrostachya), тополеві еубаклендії (Exbucklandia populnea), а також різні види кастанопсисів (Castanopsis spp.), шім (Schima spp.) та мікелій (Michelia spp.). Поширені численні епіфіти, а в підліску — чагарникові зарості, основу яких складають гарні рододендрони (Rhododendron decorum), прекрасні рододендрони (Rhododendron magnificum), рододендрони Еджворта (Rhododendron edgeworthii), китицеві рододендрони (Rhododendron racemosum), олеандроцвіті рододендрони (Rhododendron neriiflorum) та інші види рододендронів.
На висоті понад 2100 м над рівнем моря поширені помірні мішані ліси, основу яких складають широколистяні дерева, зокрема різні види дубів (Quercus spp.), магнолій (Magnolia spp.), кленів (Acer spp.), слив (Prunus spp.), падубів (Ilex spp.) та рододендронів (Rhododendron spp.), у поєданні з хвойними деревами, зокрема китайськими ялинами (Picea brachytyla), гімалайськими тсуґами (Tsuga dumosa), сіккімськими модринами (Larix griffithii) та криптомерієвими тайваніями (Taiwania cryptomerioides). В підліску мішаних лісів регіону поширені різноманітні чагарники, представлені різними видами кленів (Acer spp.), енкіантусів (Enkianthus spp.), гортензій (Hydrangea spp.), фотіній (Photinia spp.), рододендронів (Rhododendron spp.), беріз (Betula spp.), барбарису (Berberis spp.), клетри (Clethra spp.), ожини (Rubus spp.), бруслини (Euonymus spp.) та горобини (Sorbus spp.). На більших висотах помірні мішані ліси переходять у субальпійські ліси.

## Фауна
В межах екорегіону зустрічається понад 90 видів ссавців. Серед поширених в екорегіоні ссавців слід відзначити мішмійського такіна (Budorcas taxicolor taxicolor), червоного серау (Capricornis rubidus), рудого горала (Naemorhedus baileyi), китайського горала (Naemorhedus griseus), майже ендемічного гуншанського мунтжака (Muntiacus gongshanensis), іравадійську білку (Callosciurus pygerythrus), пістряву політуху (Hylopetes alboniger), ведмежого макаку (Macaca arctoides), чубатого лангура (Trachypithecus pileatus) та рідкісну червону панду (Ailurus fulgens). Серед хижих ссавців, що зустрічаються в регіоні, слід відзначити індокитайського тигра (Panthera tigris corbetti), індокитайського леопарда (Panthera pardus delacouri), димчасту пантеру (Neofelis nebulosa), золотисту котопуму (Catopuma temminckii), бенгальського кота (Prionailurus bengalensis), гірського куона (Cuon alpinus), гімалайського ведмедя (Ursus thibetanus), малайського ведмедя (Helarctos malayanus), велику індійську віверу (Viverra zibetha) та білосмугу мустелу (Mustela strigidorsa).
В межах екорегіону зустрічається понад 365 видів птахів. Серед поширених в екорегіоні птахів слід відзначити білогузого монала (Lophophorus sclateri), сірогрудого трагопана (Tragopan blythii), гімалайського дзьобака (Dinopium shorii), малабарського птаха-носорога (Anthracoceros albirostris), смугастодзьобого калао (Rhyticeros undulatus) та майже ендемічного рудочеревого алікорто (Brachypteryx hyperythra). Ендеміками екорегіону є наунгмунзькі баблери (Napothera naungmungensis).

## Збереження
Оцінка 2017 року показала, що 4359 км², або 41 % екорегіону, є заповідними територіями. Природоохоронні території включають Національний парк Хкакаборазі та Природний заповідник Хпонгкаразі.